# Ivan II., kralj Kastilje
Ivan II. Kastiljski (6. ožujka 1405. – 20. srpnja 1454.) je bio kralj Kastilje od 1406. do 1454. Bio je sin Henrika III. i Katarine Lankasterske, koja je bila praunuka Edvarda III. Engleskog i unuka Petra I. Kastiljskog.
Dana 25. prosinca, kao jednogodišnje dijete, naslijedio je očevu krunu. Naslijedio je prava na krunu i Petra I. i Henrika II. Regenti su mu bili majka i pašanac Ferdinand, a nakon Ferdinandove smrti Katarina ostaje jedini regent sinu, sve do svoje smrti 1418.
1418. Ivan II. ženi svoju rođakinju, Mariju Aragonsku. Iz njihovog se braka rodilo četvero djece, ali je samo jedan sin, budući kralj Henrik IV., preživio do punoljetnosti. Marija Aragonska umire 1445. godine, a Ivan se oženio Izabelom Portugalskom, koja mu je rodila kćer Izabelu i sina Alfonsa.
Donio je diskriminirajuće zakone kojima je Židovima uskratio administrativne položaje. Ovim je zakonima Židovima propisana posebna odjeća, da bi se razlikovali od katolika. 
Iako je uspio ostati na tronu 49 godina, Ivan je bio slab vladar, podložan utjecajima ljudi oko njega. Među ljudima koji su Ivana koristili kao marionetu za upravljanje Kastiljom bili su njegov vojskovođa, Alvaro de Luna, i druga supruga, Izabela Portugalska. Izabela ga je nagovorila da otpusti Alvara, sposobnog i vrijednog vojskovođu, a zbog tog je čina žalio ostatak života.

## Djeca
- Katarina, princeza Asturije
- Leonora, princeza Asturije
- Henrik IV. Kastiljski
- Marija
- Izabela I.
- Alfons, princ Asturije